# Loch of Cliff
Loch of Cliff ist ein Süßwassersee auf der Shetlandinsel Unst. Er liegt etwa drei Kilometer westlich von Haroldswick.

## Beschreibung
Beim Loch of Cliff handelt es sich um den längsten See der Shetlandinseln und den nördlichsten größeren See Schottlands. Der langgezogene, schmale See liegt auf einer Höhe von vier Metern über dem Meeresspiegel. Loch of Cliff weist eine Länge von 3,7 Kilometern bei einer maximalen Breite von 420 Metern auf, woraus sich ein Umfang von elf Kilometern und eine Fläche von 105 Hektar ergeben. In den See münden zahlreiche Bäche, von denen der Burn of Baliasta an der Südseite und der von Osten einmündende Burn of Sulerdale die größten sind. Die Bäche speisen das Seevolumen von 3.370.406 Kubikmetern. Das Einzugsgebiet von Loch of Cliff beträgt 29,54 Quadratkilometer. Der flache See besitzt eine durchschnittliche Tiefe von 3,2 Metern und eine maximale Tiefe von 6,4 Metern. Am Nordufer fließt der kurze Bach Burn of Burrafirth ab, der sich nach etwa 500 Metern in die Bucht Burra Firth ergießt.
In Loch of Cliff lebt eine Forellenpopulation, die auch kommerziell befischt wird.